# Run of the Arrow
Run of the Arrow is een Amerikaanse western uit 1957 onder regie van Samuel Fuller. De film werd destijds uitgebracht onder de titel Vlucht van de pijl.

## Verhaal
O'Meara is een soldaat die de nederlaag van het Zuiden in de Amerikaanse Burgeroorlog niet kan accepteren. Hij wil een nieuw leven beginnen tussen de Sioux. Na een inwijdingsproef wordt hij tot de stam toegelaten. Tijdens schermutselingen met een legereenheid moet O'Meare kiezen tussen de indianen en soldaten.

## Rolverdeling
| Acteur          | Personage           |
| --------------- | ------------------- |
| Rod Steiger     | O'Meara             |
| Sara Montiel    | Yellow Moccasin     |
| Brian Keith     | Kapitein Clark      |
| Ralph Meeker    | Luitenant Driscoll  |
| Jay C. Flippen  | Walking Coyote      |
| Charles Bronson | Blue Buffalo        |
| Olive Carey     | Mevrouw O'Meara     |
| H.M. Wynant     | Crazy Wolf          |
| Neyle Morrow    | Luitenant Stockwell |
| Frank DeKova    | Red Cloud           |
| Tim McCoy       | Generaal Allen      |
| Stuart Randall  | Kolonel Taylor      |
| Frank Warner    | Banjospeler         |
| Billy Miller    | Silent Tongue       |
| Chuck Hayward   | Korporaal           |